# جنتلمن (فیلم ۱۹۹۳)
«جنتلمن» (انگلیسی: Gentleman (1993 film)) یک فیلم است که در سال ۱۹۹۳ منتشر شد.